# 아마존 심플DB

심플DB 로고

아마존 심플DB(Amazon SimpleDB)는 아마존닷컴이 얼랭으로 작성한 분산 데이터베이스이다. 아마존 일래스틱 컴퓨트 클라우드(EC2) 및 아마존 S3와 함께 웹 서비스로 사용되며 아마존 웹 서비스의 일부이다. 2007년 12월 13일에 발표되었다.
EC2 및 S3와 마찬가지로 아마존은 인터넷을 통한 심플DB 저장, 전송 및 처리량에 대해 요금을 부과한다. 2008년 12월 1일, 아마존은 1GB 데이터에 대한 무료 등급의 새로운 가격을 도입했다.

## 같이 보기
- NoSQL